# Caloptilia insidia
Caloptilia insidia là một loài bướm đêm thuộc họ Gracillariidae. Nó được tìm thấy ở quần đảo Marquesas.